# Edvin Laine
Edvin Laine, né le 13 juillet 1905 à Iisalmi et mort le 18 novembre 1989 à Helsinki, est un cinéaste finlandais.

## Biographie
La carrière théâtrale d'Edvin Laine commence au théâtre de Turku en tant qu'acteur. En 1935, il déménage à Tampere, pour devenir le directeur du Théâtre des travailleurs de Tampere. De 1943 à 1953, Laine est metteur en scène-acteur au Théâtre national d'Helsinki et de 1953 à 1973 directeur au Théâtre national de Finlande.
Malgré une carrière théâtrale de quarante ans, Laine s'est surtout fait connaître comme réalisateur. Il a réalisé 39 films en 43 ans. 
Edvin Laine est surtout connu pour son adaptation du roman de Väinö Linna Soldat inconnu (Tuntematon sotilas) dans les années 1950 - un film qui fit office de ciment national en Finlande après la Seconde Guerre mondiale, et qui passe encore chaque année sur les chaînes de télévision finlandaises le 6 décembre, jour de la fête nationale.
En 1953, il remporte le prix Jussi du meilleur réalisateur, pour le film Heta Niskavuori adapté du roman de Hella Wuolijoki.
Il a reçu la médaille Pro Finlandia en 1955.
Il est inhumé au cimetière de Hietaniemi.

## Filmographie
- 1952 : Yhden yön hinta[1]
- 1955 : Soldat inconnu (Tuntematon sotilas)
- 1957 : L'Amour noir
- 1977 : La Dernière Coupe de forêt